# Museo de Aguas de Alicante
El Museo de Aguas de Alicante es un espacio cultural y didáctico dedicado a la historia, gestión y sostenibilidad del agua en la ciudad de Alicante (España). Inaugurado en febrero de 2009, el museo fue creado como parte de las celebraciones del 110.º aniversario de la constitución de Aguas de Alicante, en colaboración con el ayuntamiento de la ciudad. El museo se encuentra ubicado en la plaza del Puente, en el casco antiguo de la ciudad.

## Historia y propósito
El Museo de Aguas de Alicante surgió con la misión de educar y sensibilizar a los ciudadanos y visitantes sobre la importancia del agua, su gestión a lo largo de la historia y los desafíos contemporáneos relacionados con la sostenibilidad. Desde su inauguración, ha sido visitado por más de 230 000 personas, convirtiéndose en un referente cultural en la ciudad.
El museo ofrece una experiencia educativa enriquecedora, adaptada a públicos de todas las edades, a través de exposiciones interactivas, audiovisuales y recursos tecnológicos que ilustran el ciclo del agua, sus usos y la historia del abastecimiento en Alicante.

## Estructura y contenidos

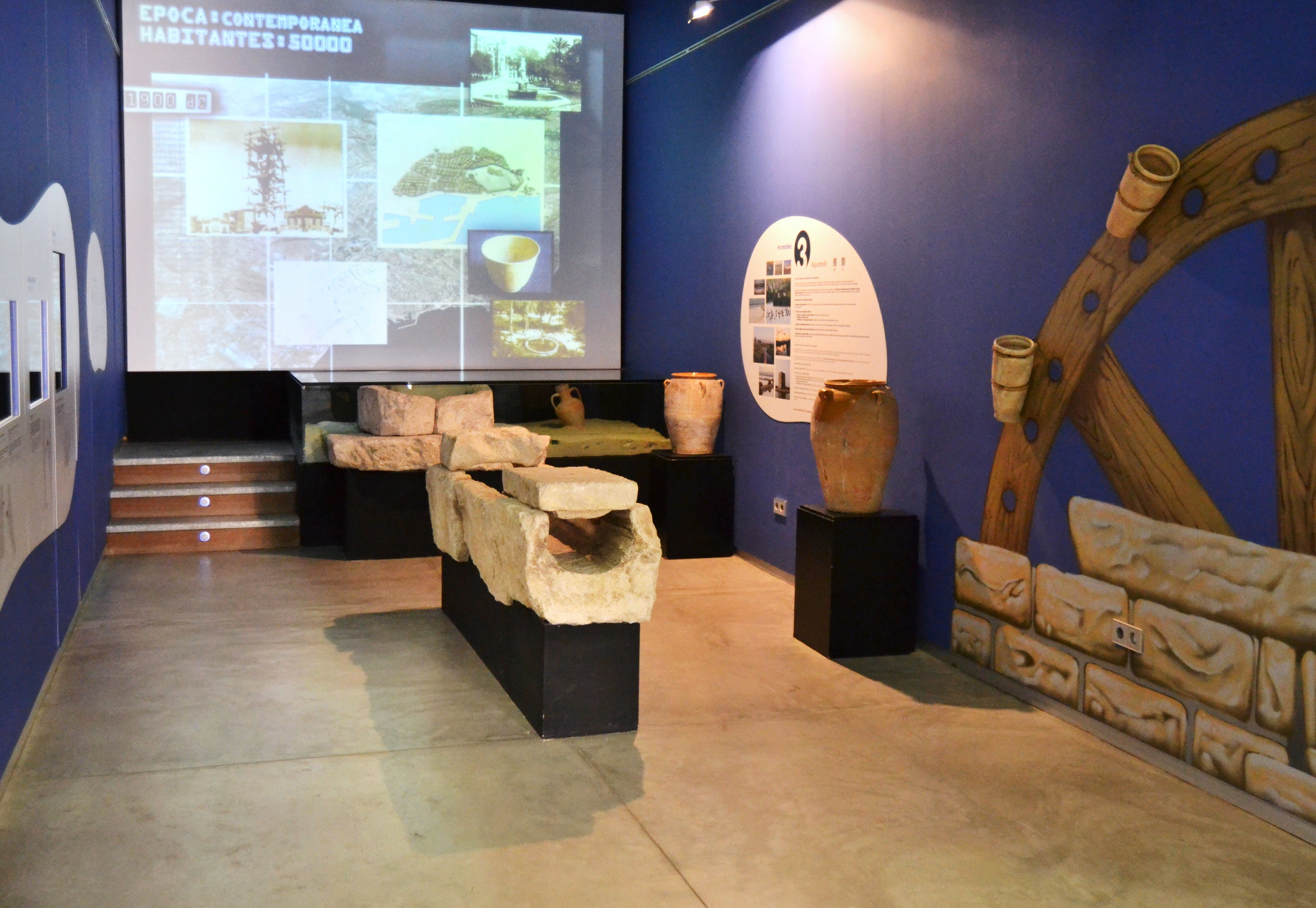
Interior del Museo.

El museo se organiza en tres plantas, cada una dedicada a un tema específico relacionado con el agua.

### Planta baja
Esta planta está dedicada a la historia del agua en la ciudad desde los primeros asentamientos hasta la concesión para el abastecimiento de agua. A través de diferentes exhibiciones, los visitantes pueden conocer cómo las culturas y civilizaciones que habitaron Alicante gestionaban y distribuían el agua, adaptándose a las condiciones geográficas y climáticas.

### Primera planta
Esta sección del museo está diseñada para ser interactiva y educativa, especialmente para los más jóvenes. Aquí, los visitantes pueden explorar los diferentes estados del agua, entender cómo se lleva a cabo el ciclo integral del agua y cómo llega a los hogares. La planta también cuenta con una sala de cine donde se proyectan documentales y cortometrajes sobre el agua y su gestión.

### Segunda planta
En esta planta, el museo presenta los principales proyectos que Aguas de Alicante ha desarrollado en los últimos años. También se dedica un espacio a las iniciativas de sostenibilidad que se están implementando para asegurar un futuro sostenible en la gestión del agua. Esta área subraya el compromiso de la ciudad con el desarrollo sostenible y la innovación en la gestión de recursos hídricos.

## Pozos de Garrigós
Aunque los pozos de Garrigós forman parte del recorrido del museo, su historia y función son anteriores y más específicas que la del propio museo. Los pozos, construidos en el siglo XIX, fueron cruciales para el abastecimiento de agua de la ciudad durante las épocas de sequía y han sido rehabilitados como parte de las instalaciones del museo, permitiendo a los visitantes experimentar la historia del agua en Alicante de manera inmersiva.

## Visitas y horarios
El Museo de Aguas de Alicante ofrece acceso gratuito a sus visitantes y está abierto durante todo el año, con horarios que varían según la temporada. Durante la visita, se puede disfrutar no solo de las exposiciones, sino también del entorno histórico y las vistas que ofrece el barrio de San Antón y sus alrededores.